# Ozalj
Ozalj je naselje z okoli 1.100 prebivalci, oziroma občina s statusom mesta na Hrvaškem s skoraj 6.000 prebivalci (leta 2001 še 8.000), ki upravno spada pod Karlovško županijo v osrednjem delu države. Ta kraj ob meji s Slovenijo, ki ima cestno in železniško povezavo je od mesta Karlovec oddaljen 15 km. Belokranjsko mesto Metlika je od Ozlja oddaljena 20 km.

## Demografija
| Pregled števila prebivalcev po letih | Pregled števila prebivalcev po letih | Pregled števila prebivalcev po letih | Pregled števila prebivalcev po letih | Pregled števila prebivalcev po letih | Pregled števila prebivalcev po letih | Pregled števila prebivalcev po letih | Pregled števila prebivalcev po letih | Pregled števila prebivalcev po letih | Pregled števila prebivalcev po letih | Pregled števila prebivalcev po letih | Pregled števila prebivalcev po letih | Pregled števila prebivalcev po letih | Pregled števila prebivalcev po letih | Pregled števila prebivalcev po letih |
| ------------------------------------ | ------------------------------------ | ------------------------------------ | ------------------------------------ | ------------------------------------ | ------------------------------------ | ------------------------------------ | ------------------------------------ | ------------------------------------ | ------------------------------------ | ------------------------------------ | ------------------------------------ | ------------------------------------ | ------------------------------------ | ------------------------------------ |
| 1857                                 | 1869                                 | 1880                                 | 1890                                 | 1900                                 | 1910                                 | 1921                                 | 1931                                 | 1948                                 | 1953                                 | 1961                                 | 1971                                 | 1981                                 | 1991                                 | 2001                                 |
| 229                                  | 165                                  | 145                                  | 136                                  | 137                                  | 145                                  | 158                                  | 140                                  | 229                                  | 163                                  | 216                                  | 217                                  | 599                                  | 1184                                 | 1164                                 |

## Zgodovina
Ozalj se kot mesto prvič omenja 1244. kot svobodno kraljevsko mesto. Od konca 14. stoletja (1398.) je bil v lasti družine Frankopan, kasneje je z družinskimi zvezami 1550. prešel pod družino Zrinski, ki je ostala lastnica vse do 1671. leta.
Podatek, ki govori koliko je Ozalj vezan za Zrinske in Frankopane je, da je za praznik mesta določen 4. april - kot spomin na dogodek iz 1671., ko je bila pogubljena dvojica največjih hrvatških plemičev kar je pomenilo tudi konec vloge njihovih družin v hrvaški zgodovini.